# Терновщина (Полтавский район)
Терновщина (укр. Тернівщина) — село,
Кротенковский сельский совет,
Полтавский район (Полтавская область),
Полтавская область,
Украина.
Код КОАТУУ — 5324082407. Население по переписи 2001 года составляло 168 человек.

## Географическое положение
Село Терновщина находится на левом берегу реки Ворскла,
выше по течению на расстоянии в 1 км расположено село Олепиры,
ниже по течению на расстоянии в 2,5 км расположен город Полтава,
на противоположном берегу — село Семьяновка.
Местность вокруг села сильно заболочена.